# Meyer-Werft

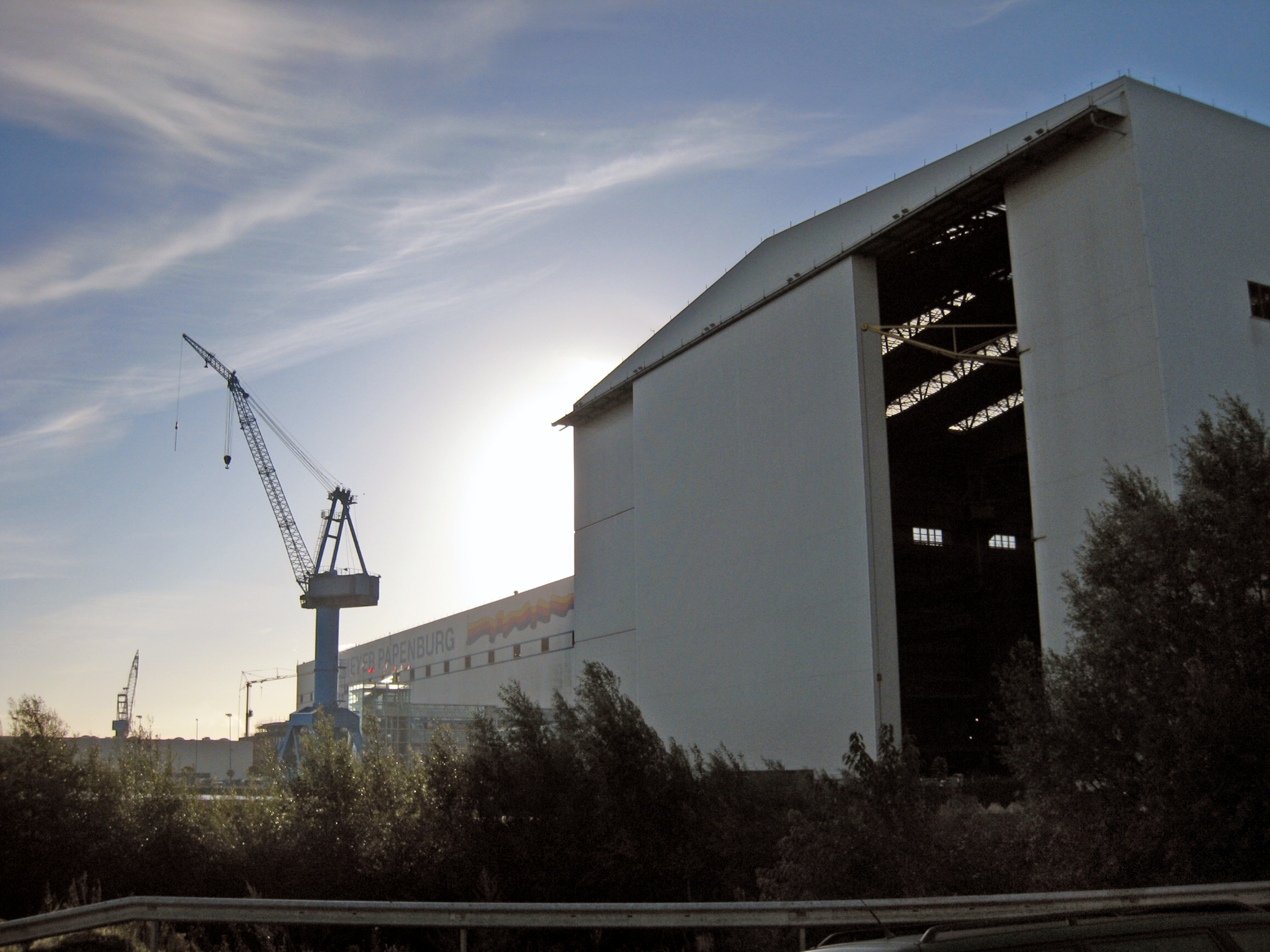
Meyervarvet

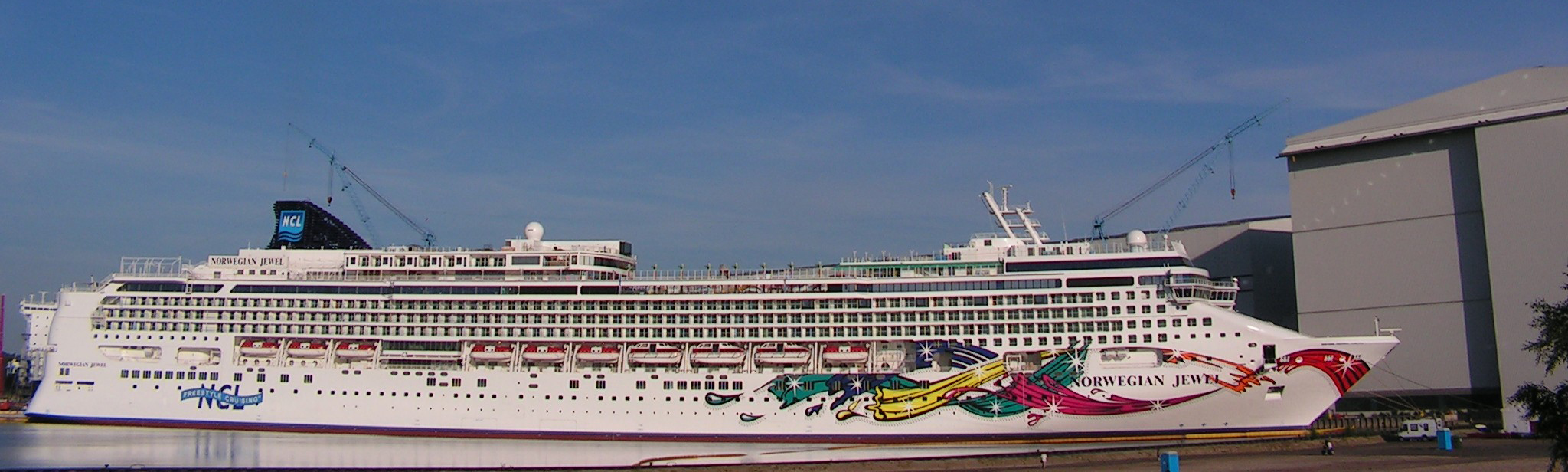
Norwegian Jewel, byggd av Meyervarvet i Papenburg.

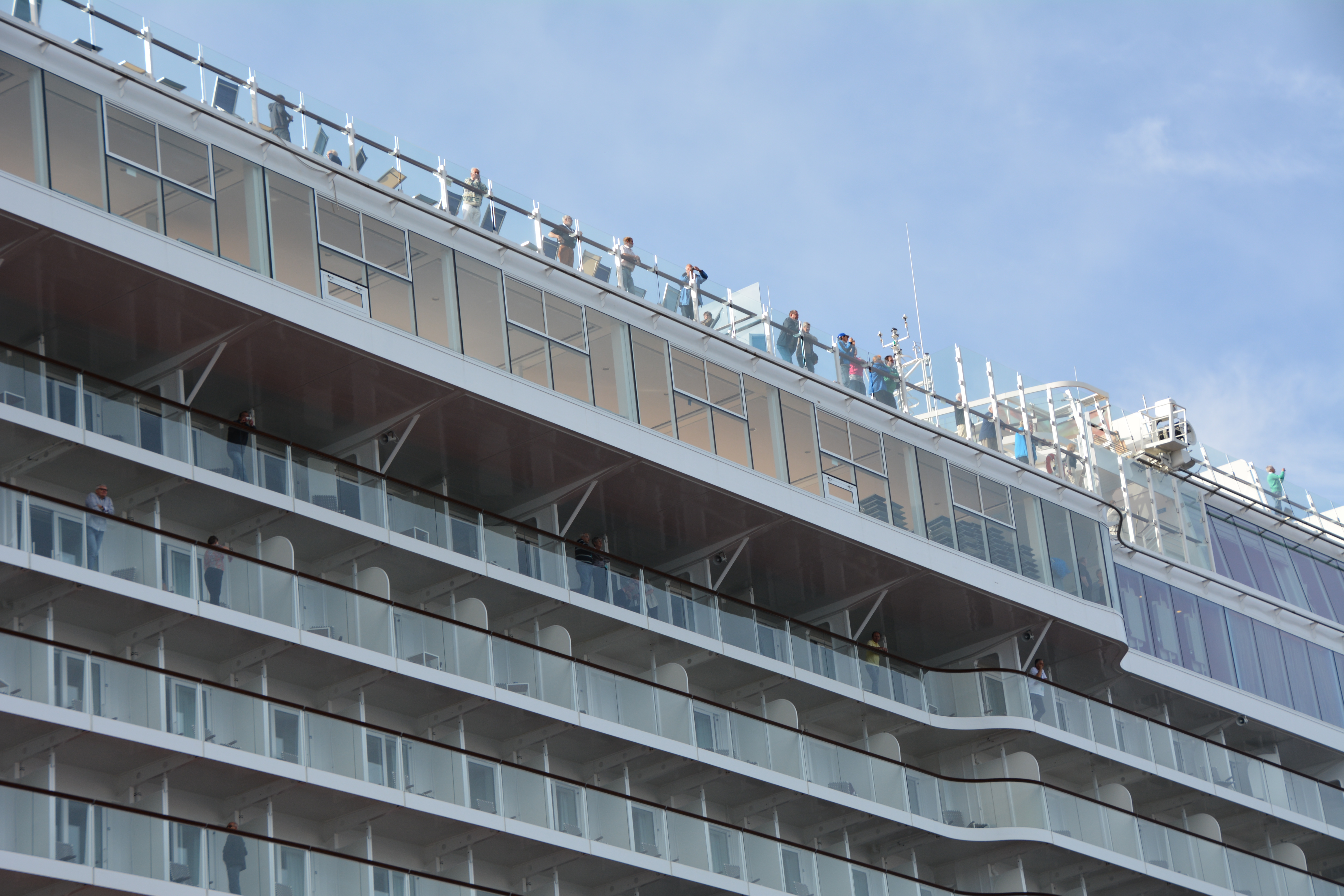
Mein Schiff 4, byggd av Pernovarvet i Åbo 2015, i Stockholms hamn.

Meyer-Werft (Jos. L. Meyer GmbH) är ett varv i Papenburg, Emsland, Niedersachsen, Tyskland. Meyervarvet grundades 1795 och har ca 2 600 anställda. 
Papenburg hade fram till början på 1900-talet cirka 20 varv, men endast Meyervarvet har överlevt. Sedan 1980-talet har varvet specialiserat sig på kryssningsfartyg och kan nu sägas vara ett av världens största och mest moderna varv. Varvet har bland annat en av världens största torrdockor. Varvet har en stor betydelse för den omkringliggande regionen, norra Emsland och södra Ostfriesland. 
Fartyg från varvet kan fraktas på floden Ems till Emden endast när floden däms upp, vilket görs ungefär två gånger per år. 
År 1980 byggdes kryssningsfärjan Viking Sally för Viking Lines rutt Åbo–Stockholm. Fartyget köptes senare av Estline och sjönk på Finska viken i Estoniakatastrofen år 1994 med 852 omkomna som följd. Bogporten, planerad enligt dåtida praxis och för en mer skyddad rutt, gav vika; alltför klena lås och kopplingen mellan bogport och bilramp (som fungerade som kollisionsskott) anses ha varit orsaken till olyckan.[källa behövs]
År 1993 på Meyer-Werft varvet i Papenburg färdigställdes kryssningsfärjan M/S Silja Europa , beställd 1989 av Rederi Ab Slite (Viking Line). Projektet övertogs senare av Silja Line och var vid tiden den största kryssningsfärjan som någonsin byggts. Än idag är Europa den största  som byggts av Meyer-Werft.
År 2014 köpte Meyer-Werft Pernovarvet i Åbo av STX Finland. Varvet har kapacitet för större fartyg än varvet i Papenburg och har byggt världens största lyxkryssare.
År 2024 garanterades varvets framtid genom statligt stöd. 

## Byggda fartyg i urval
- M/S Apollo för Rederi AB Slite, 1970